# Княжество Албания
Княжество Албания е средновековно княжество на Балканския полуостров. Заема централната част на днешна Албания, като столица е град Драч.
Създадено е от албанския благородник Карл Топия, който през 1368 година превзема Драч и слага край на Албанското кралство, владение на Неаполитанското кралство. Княжеството се управлява от Карло Топия, след това от владетеля на Зета Балша II и накрая отново от членове на рода Топия. През 1392 година Албания е анексирана от Венецианската република.

## Владетели
- 1358 – 1382 – Карл Топия (първо управление)
- 1382 – 1385 – Балша II
- 1385 – 1388 – Карл Топия (второ управление)
- 1388 – 1392 – Джорджи Топия /Георги Топия/